# Raad Economische en Financiële Zaken
De Raad Economische en Financiële Zaken (ook wel afgekort tot Ecofin) is een van de oudste raadsformaties van de Raad van de Europese Unie en is samengesteld uit de ministers (of staatssecretarissen) van Financiën en Economische Zaken van de 27 lidstaten van de Europese Unie, alsmede, wanneer er budgettaire kwesties worden besproken, de budgetverantwoordelijke ministers.

## Taken
De Raad houdt zich bezig met een aantal beleidsterreinen van de EU, zoals de coördinatie van het economisch beleid, economische toezicht, bewaking van de budgettaire beleid en de overheidsfinanciën van de lidstaten, de euro (juridische-, praktische- en internationale aspecten), financiële markten en kapitaalverkeer en economische betrekkingen met derde landen. Ook de opzet en goedkeuring, samen met het Europees Parlement, van de begroting van de Europese Unie, die in 2010 ongeveer € 100 miljard euro bedraagt, maakt deel uit van zijn takenpakket.

## Besluitvorming
De raad vergadert eenmaal per maand en besluit meestal door middel van gekwalificeerde meerderheden van stemmen in overleg of als medebeslissing samen met het Europees Parlement, dit met uitzondering van fiscale zaken, die met algemene stemmen moeten worden besloten. Wanneer de EcoFin raad dossiers met betrekking tot de euro en de Economische en Monetaire Unie onderzoekt, nemen de vertegenwoordigers van de lidstaten, die (nog) geen deel uitmaken van de euro niet deel aan de stemmingen van de Raad.